# Jeremy Allen White
Jeremy Allen White (Nova York, 18 de febrer de 1991) és un actor estatunidenc de cinema i televisió. És conegut per haver interpretat a Phillip «Lip» Gallagher en la sèrie comèdia dramàtica de televisió Shameless i a Carmy (Carmen) en la sèrie The Bear.
White ha aparegut en diverses pel·lícules, incloent Beautiful Ohio, The Speed of Life, Afterschool, Twelve i After Everything.

## Joventut
Abans de conèixer-se, els pares de White s'havien traslladat a la ciutat de Nova York per continuar amb una carrera professional. Després de conèixer-se, actuar durant uns quants anys a l'escenari i casar-se, la parella va acabar amb la seva carrera professional i va obtenir feines que els ajudessin a donar suport a la seva nova família.
Durant l'escola primària, White va ser ballarí, específicament de ballet, jazz i claqué. Als 13 anys, quan va entrar a un nou programa de ball de secundària, va decidir deixar de ballar i va decidir actuar. White va començar per interpretar a Phillip «Lip» Gallagher a Shameless quan va començar l'escola secundària.

## Vida personal
White té dues filles amb l'actriu Addison Timlin. Ezer Billie White, nascuda el 20 d'octubre de 2018 i Dolores Wild, nascuda el desembre de 2020. La parella es va casar el 18 d'octubre de 2019.

## Filmografia

### Pel·lícules
| Any  | Títol                  | Paper        | Notes         |
| ---- | ---------------------- | ------------ | ------------- |
| 2006 | Beautiful Ohio         | Jove Clive   |               |
| 2007 | The Speed of Life      | Sammer       |               |
| 2008 | Afterschool            | Dave         |               |
| 2010 | Twelve                 | Charlie      |               |
| 2012 | The Time Being         | Gus          |               |
| 2012 | Movie 43               | Kevin Miller |               |
| 2013 | Bad Turn Worse         | Bobby        |               |
| 2014 | Rob the Mob            | Robert Uva   |               |
| 2015 | You Can't Win          | Smiler       |               |
| 2018 | After Everything       | Elliot       |               |
| 2019 | Viena and the Fantomes |              | Complet       |
| 2019 | Chasing You            | Ben          | Curtmetratge  |
| TBA  | The Rental             |              | Postproducció |

### Televisió
| Any            | Títol                             | Paper                   | Notes                         |
| -------------- | --------------------------------- | ----------------------- | ----------------------------- |
| 2006           | Conviction                        | Jack Phelps             | Episodi «Deliverance»         |
| 2007 - 2008    | Law & Order                       | Jeremy / Andy Steel     | Paper de convidat; 2 episodis |
| 2010           | Law & Order: Special Victims Unit | Michael Parisi          | Episodi «Torch»               |
| 2011 - 2021    | Shameless                         | Phillip «Lip» Gallagher | Paper principal               |
| 2018           | Homecoming                        | Shrier                  |                               |
| 2022 - present | The Bear                          | Carmy                   | Paper principal               |

## Premis i nominacions
| Any  | Obra nominada | Premi                           | Categoria                                   | Resultat |
| ---- | ------------- | ------------------------------- | ------------------------------------------- | -------- |
| 2014 | Shameless     | Premis de la Crítica Televisiva | Millor actor secundari en sèries de comèdia | Nominat  |